# Arteria comunicante anteriore
Nell'anatomia umana, l'arteria comunicante anteriore è un vaso sanguigno del cervello che collega le arterie cerebrali anteriori sinistra e destra.

## Anatomia
L'arteria collega le due arterie cerebrali anteriori attraverso l'inizio della scissura interemisferica. Talvolta manca questo vaso e le due arterie si uniscono a formare un solo tronco, che poi si divide; oppure può essere in tutto o in parte divisa in due. La sua lunghezza è in media di circa 4 mm, ma varia notevolmente. Emette alcuni dei vasi gangliari anteromediali, ma questi sono principalmente derivati dall'arteria cerebrale anteriore.
Fa parte del circolo arterioso cerebrale, noto anche come poligono di Willis.

## Fisiologia
Le variazioni anatomiche dell'arteria comunicante anteriore sono relativamente comuni. Essa è talvolta duplicata, moltiplicata, fenestrata ("a rete") o molto corta, dando l'impressione che due arterie cerebrali anteriori siano fuse nel punto in cui si prevede di solito che spunti l'arteria comunicante anteriore.
Normalmente non contribuisce in modo significativo all'apporto di sangue al cervello, in quanto vi è un flusso sanguigno netto trascurabile al suo interno e alcuni dei suoi rami anteromediali sembrano essere appositamente adattati per facilitare il rilevamento del sodio nel proencefalo, piuttosto che per fornire sangue al cervello.

## Patologia
Gli aneurismi dell'arteria comunicante anteriore sono il circolo più comune di aneurisma di Willis e possono causare difetti del campo visivo come emianopsia eteronima bitemporale (dovuta alla compressione del chiasma ottico), psicopatologia e patologia del lobo frontale.
In caso di restringimento di altre arterie del circolo di Willis o delle arterie che irrorano il circolo, l'arteria comunicante anteriore può fornire sangue al lato opposto (interessato) del circolo. Questo può spesso preservare l'afflusso di sangue cerebrale abbastanza bene da evitare i sintomi dell'ischemia.

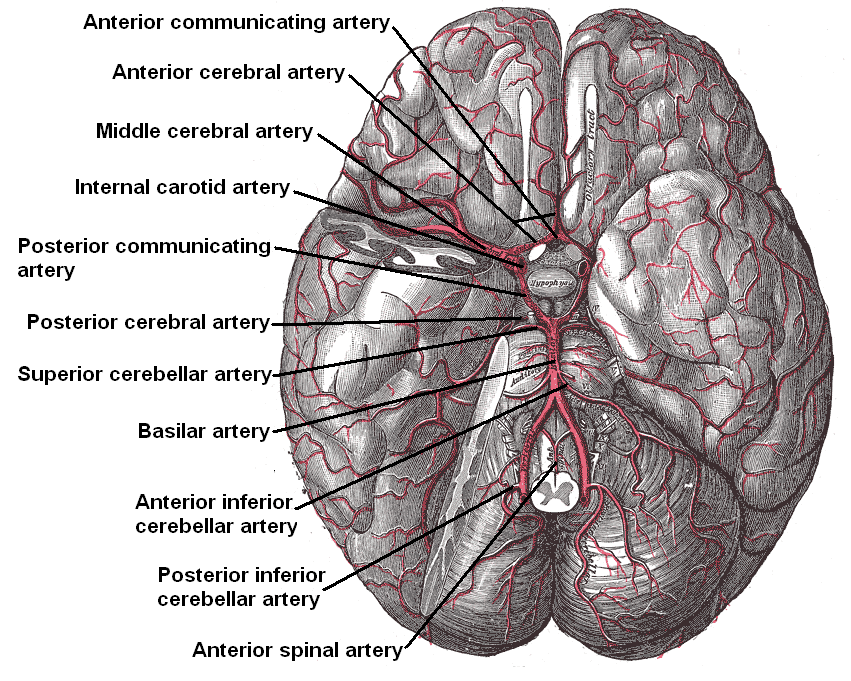
Le arterie della base del cervello. Arteria comunicante anteriore in alto. Il polo temporale del cervello e una porzione dell'emisfero cerebellare sono stati rimossi sul lato destro. Aspetto inferiore (visto dal basso).